# Nuncjatura Apostolska we Francji
Nuncjatura Apostolska we Francji (fr. Nonciature apostolique en France) – misja dyplomatyczna Stolicy Apostolskiej w Republice Francuskiej. Siedziba nuncjusza apostolskiego mieści się w Paryżu.
Nuncjusz apostolski pełni tradycyjnie godność dziekana korpusu dyplomatycznego akredytowanego we Francji od momentu przedstawienia listów uwierzytelniających.

## Historia
Nuncjusze apostolscy we Francji akredytowani są co najmniej od XVI w. 6 nuncjuszy podczas pełnienia swej misji zostało mianowanych kardynałami, a prawie wszyscy otrzymali ten tytuł po wyjeździe z Francji wraz z nominacją na urząd w Kurii Rzymskiej bądź na biskupa prestiżowej diecezji. 2 nuncjuszy zostało później papieżami:
- Maffeo Barberini, nuncjusz apostolski we Francji w latach 1604 – 1606, od 1623 papież Urban VIII
- św. Angelo Giuseppe Roncalli, nuncjusz apostolski we Francji w latach 1944 – 1953, od 1958 papież Jan XXIII.

## Nuncjusze apostolscy we Francji
do zerwania stosunków dyplomatycznych w 1904
| lp. | lata       | nuncjusz                                | kraj pochodzenia |
| --- | ---------- | --------------------------------------- | ---------------- |
| 1   | 1530       | bp Rodolfo Pio                          | Włochy           |
| 2   | 1547-1550  | bp Michele della Torre                  | Włochy           |
| 3   | 1550-?     | bp Antonio Trivulzio                    | Włochy           |
| 4   | 1552-1554  | bp Prospero Santacroce                  | Włochy           |
| 5   | 1561-1565  | bp Prospero Santacroce                  | Włochy           |
| 6   | 1566-1568  | bp Michele della Torre                  | Włochy           |
| 7   | 1572-1578  | bp Antonmaria Salviati                  | Włochy           |
| 8   | 1583-1586  | bp Gerolamo Regazzoni                   | Włochy           |
| 9   | 1587-1589  | kard. Giovanni Francesco Morosini       | Włochy           |
| 10  | 1591-1594  | ks. prał. Marsilio Landriani            | Włochy           |
| 11  | 1601-1604  | kard. Innocenzo del Bufalo-Cancellieri  | Włochy           |
| 12  | 1604-1606? | abp Maffeo Barberini                    | Włochy           |
| 13  | 1616-1621  | abp Guido Bentivoglio d'Aragona         | Włochy           |
| 14  | 1623-1627  | kard. Bernardino Spada                  | Włochy           |
| 15  | 1627-1630  | kard. Giovanni Francesco Guidi di Bagno | Włochy           |
| 16  | 1639-1641  | bp Ranuccio Scotti                      | Włochy           |
| 17  | 1641-1643  | abp Girolamo Grimaldi-Cavalleroni       | Włochy           |
| 18  | 1656-1663  | abp Celio Piccolomini                   | Włochy           |
| 19  | 1664-?     | abp Carlo Roberti de'Vittori            | Włochy           |
| 20  | 1672-1673  | abp Francesco Nerli                     | Włochy           |
| 21  | 1674-1676  | kard. Fabrizio Spada                    | Włochy           |
| 22  | 1692-1695? | abp Giovanni Giacomo Cavallerini        | Włochy           |
| 23  | 1696-?     | abp Daniello Marco Delfino              | Włochy           |
| 24  | 1700-1701  | abp Filippo Antonio Gualterio           | Włochy           |
| 25  | 1706-1711  | abp Agostino Cusani                     | Włochy           |
| 26  | 1712-1715? | abp Cornelio Bentivoglio                | Włochy           |
| 27  | 1722-1730  | abp Bartolomeo Massei                   | Włochy           |
| 28  | 1731-1738? | abp Raniero d'Elci                      | Włochy           |
| 29  | 1874-1883  | kard. Pier Francesco Meglia             | Włochy           |
| 30  | 1887-1891  | abp Luigi Rotelli                       | Włochy           |
| 31  | 1899-1904  | abp Benedetto Lorenzelli                | Włochy           |

Źródło.
od ponownego nawiązania, zerwanych w 1904, stosunków dyplomatycznych w 1921
| lp. | lata                | nuncjusz                 | kraj pochodzenia |
| --- | ------------------- | ------------------------ | ---------------- |
| 1   | 1921–1925           | Bonaventura Cerretti     | Włochy           |
| 2   | 1926–1935           | Luigi Maglione           | Włochy           |
| 3   | 1936–1944           | Valerio Valeri           | Włochy           |
| 4   | 1944–1953           | Angelo Giuseppe Roncalli | Włochy           |
| 5   | 1953–1959           | Paolo Marella            | Włochy           |
| 6   | 1960–1969           | Paolo Bertoli            | Włochy           |
| 7   | 1969–1979           | Egano Righi Lambertini   | Włochy           |
| 8   | 1979–1988           | Angelo Felici            | Włochy           |
| 9   | 1988–1995           | Lorenzo Antonetti        | Włochy           |
| 10  | 1995–1999           | Mario Tagliaferri        | Włochy           |
| 11  | 1999–2009           | Fortunato Baldelli       | Włochy           |
| 12  | 2009–2019           | Luigi Ventura            | Włochy           |
| 13  | od 11 stycznia 2020 | Celestino Migliore       | Włochy           |